# Grote Knip
Grote Knip (Papiamentu: Kenepa Grandi; auch:  Playa Abou: „Strand in einem Tal“) ist ein öffentlicher Strand in einer Bucht im Nordwesten der Karibikinsel Curaçao.

## Lage
Der Grote Knip liegt im Nordwesten der Insel, etwa in der Mitte zwischen den Städten Westpunt und Lagun und ist ca. eine Autostunde von Willemstad entfernt. Ungefähr einen Kilometer südlich befindet sich der Strand Kleine Knip (Kenepa Chiki).

## Beschreibung
Grote Knip gilt als meistfotografierter Strand der Insel Curaçao mit den als typisch für einen Karibikstrand geltenden Eigenschaften wie feinem Sand und türkisfarbenem Wasser. Der Strand wird von Touristen und Einheimischen gleichermaßen frequentiert. Die Bucht wird zum Schnorcheln und zum Klippenspringen genutzt. Für geübte Schwimmer ist in etwa zehn Minuten ein der Bucht vorgelagertes Riff zu erreichen. Oberhalb des Strandes befindet sich eine Aussichtsplattform.

## Landhaus Knip
In der Nähe der Bucht befindet sich das Landhaus Knip. Das zu Beginn des 18. Jahrhunderts erbaute Haus beherbergt heute das Museo Tula, das an den Sklavenaufstand von 1795 erinnert, welcher auf der dem Landhaus Knip zugehörigen Plantage unter der Führung Tulas begann und sich zum größten Sklavenaufstand Curaçaos entwickelte.